# Acsa (azienda)
L'Acsa è stata un'azienda italiana operante nel settore delle fibre acriliche.

## Storia

### Origini
Venne fondata nel 1957 dalla Edison sulla base di accordi con un'azienda statunitense, la Chemstrand (controllata dalla Monsanto e dall'American Viscose), per la produzione di una particolare fibra acrilica lanciata poi sul mercato con il marchio commerciale Leacril. L'unità produttiva venne realizzata nel polo chimico di Marghera.

### L'entrata nell'orbita Edison e quindi Montedison
I risultati sperati non vennero però raggiunti e i soci statunitensi si ritirarono dopo pochi anni, nel 1961. Con l'entrata nell'orbita della Edison dell'importante azienda tessile Châtillon, l'Acsa venne fatta confluire in quest'ultima. Nel 1966 la Edison e la Montecatini, operarono una fusione facendo nascere la Montedison. L'Acsa, ormai incorporata nella Châtillon, rientrò nel 1972 nella fusione da cui nacque poi la Montefibre.